# Ton Rombouts
Antonius Gualtherus Josephus Maria (Ton) Rombouts (Waspik, 2 juli 1951) is een Nederlands bestuurder en politicus. Hij was burgemeester van Wouw, Boxtel en 's-Hertogenbosch. Ook was hij lid van de Eerste Kamer der Staten-Generaal.

## Biografie
Rombouts is de zoon van een gemeenteambtenaar. Na zijn gymnasium ging hij rechten studeren aan de Katholieke Universiteit Nijmegen en bestuurskunde aan de Universiteit Twente. Hierna werd hij fractiemedewerker van de CDA-Tweede Kamerfractie, terwijl hij ook promoveerde op een onderzoek naar gemeentelijke herindeling.
Hij was voorzitter van de afdeling Noord-Brabant van de CDA-bestuurdersvereniging. Op het moment van zijn burgemeestersbenoeming in het Brabantse Wouw in september 1979, was hij met 28 jaar de jongste burgemeester van Nederland. Wouw telde toentertijd 10.000 inwoners. Van 1989 tot 1992 was hij burgemeester van Boxtel waar hij ondanks protesten, op een locatie die niet bebouwd mocht worden, pal aan de Dommel, een woning liet bouwen en daarbij gebruikmaakte van een zogeheten 'artikel 19-procedure'.
Na een korte periode in Boxtel werd Rombouts directeur bij het Inter Provinciaal Overleg (IPO), een lobby-organisatie van de gezamenlijke Nederlandse provincies. Van september 1996 tot aan zijn pensionering in oktober 2017 was hij burgemeester van de gemeente 's-Hertogenbosch. Verder vervult Rombouts diverse nevenfuncties, waaronder bestuurslid van NOC*NSF en lid van de Raad van Commissarissen van de Bank van Nederlandse Gemeenten. In 1998 was hij voorzitter van de commissie die de kandidatenlijst van het CDA voor de Tweede Kamer samenstelde.
Als burgemeester van 's-Hertogenbosch werd Rombouts in 2009 op de vingers getikt door de ombudscommissie, nadat de politiechef een jaar eerder op zijn initiatief een bejaard echtpaar uit bed had gebeld. De vrouw had kort daarvoor in een interview met het Brabants Dagblad haar ongenoegen uitgesproken over de komst van het Jheronimus Bosch Art Center, een initiatief van de met Rombouts bevriende zakenman Jo Timmermans. De ombudscommissie noemt het inzetten van de politie door Rombouts "niet evenredig" en meent dat de burgemeester de schijn van partijdigheid had moeten voorkomen. "Wij hebben echter niet vastgesteld dat de burgemeester bewust gebruik heeft gemaakt van zijn positie ten behoeve van een relatie", concludeert de ombudscommissie. De gemeente verstrekt een jaarlijkse subsidie van 125.000 euro en levert een bijdrage van twee miljoen euro aan de totstandkoming van het Jeroen Bosch-centrum.
Rombouts kondigde op 13 december 2016 in de vergadering van de gemeenteraad aan om per 1 oktober 2017 zijn ambt neer te leggen. Hij werd opgevolgd door Jack Mikkers.
Van 9 juni 2015 tot en met 12 juni 2023 was Rombouts lid van de Eerste Kamer der Staten-Generaal namens het CDA.
- International Standard Name Identifier: 0000 0003 9573 0665
- Parlement.com: vjr3inhfgxzg
- Virtual International Authority File: 290484814
- WorldCat: E39PBJc7WRb89HBVcqYTWfgVG3